# Roger Loewig

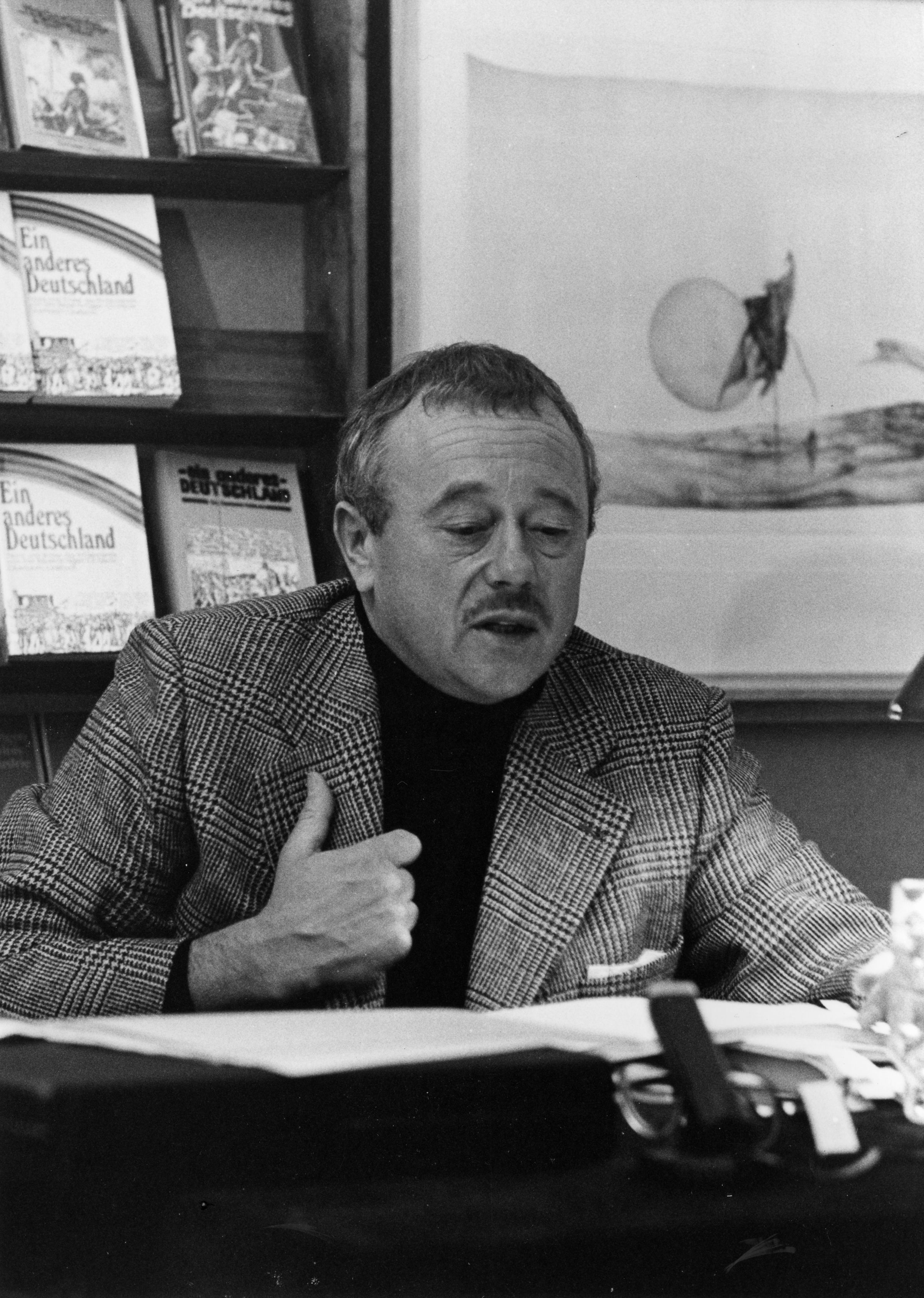
Roger Loewig

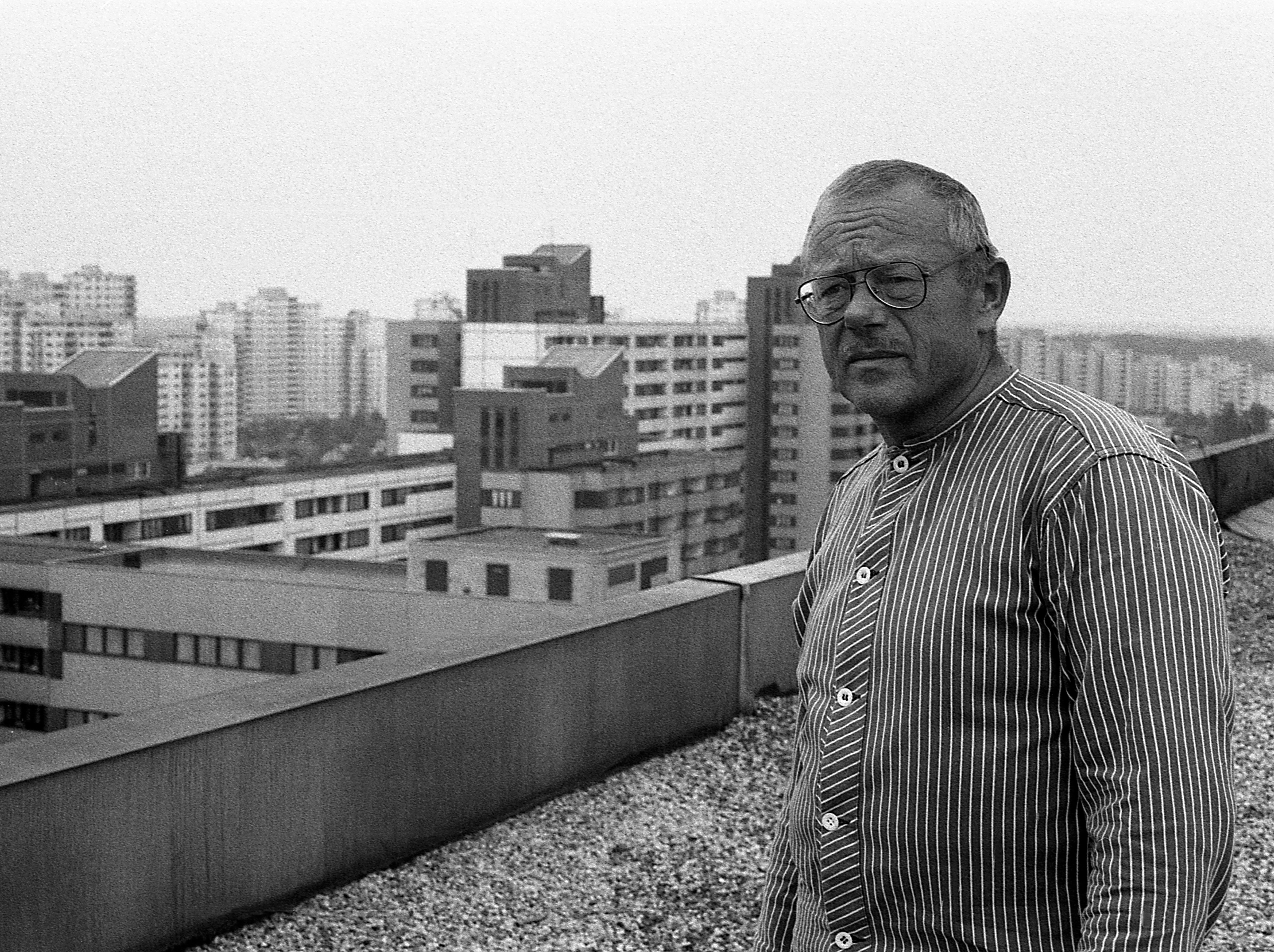
Roger Loewig, 1975

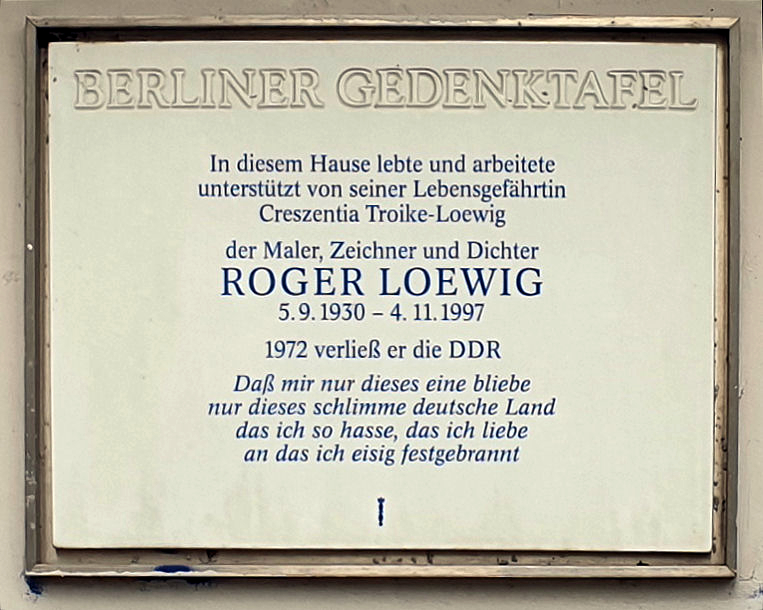
Berliner Gedenktafel am Haus, Wilhelmsruher Damm 120, in Berlin-Märkisches Viertel

Roger Loewig (* 5. September 1930 in Striegau, Provinz Niederschlesien; † 4. November 1997 in Berlin) war ein deutscher Zeichner, Maler und Schriftsteller.

## Leben
Aufgewachsen in Oels in Niederschlesien und ab 1939 in Jarotschin im damaligen Reichsgau Wartheland, floh Roger Loewig 1945 mit seiner Mutter nach Cunewalde in der Oberlausitz. Er wurde vom Gymnasium relegiert und arbeitete in der Land- und Forstwirtschaft. Von 1951 bis 1953 absolvierte er eine Ausbildung zum Neulehrer und war anschließend Lehrer für Russisch, Deutsch und Geschichte in Berlin-Köpenick.
Als Künstler war Roger Loewig Autodidakt. Neben seiner Lehrtätigkeit schrieb er Gedichte und schuf Aquarelle und Gouachen. In seinem frühen malerischen Werk orientierte er sich an der Kunst des Expressionismus und des Fauvismus, die von den Nationalsozialisten als „entartet“ diffamiert worden waren. Werke der von ihm verehrten Künstler fand er vor allem in Museen und Ausstellungen in West-Berlin. Von der in der DDR maßgeblichen Lehre des Sozialistischen Realismus distanzierte er sich. Ab etwa 1960 widmete er sich in zunehmendem Maß auch der Zeichnung und verfasste Erzählungen. Förderung erfuhr er durch Marga Böhmer, die ehemalige Lebensgefährtin Ernst Barlachs.
Auf den Bau der Mauer reagierte er 1961/1962 mit einer Serie von Tuschzeichnungen Aus deutscher Vergangenheit und Gegenwart, in der er die Gewalt der deutschen Zeitgeschichte anprangerte. Er schloss Freundschaften mit Gleichgesinnten, die Verbindungen zu West-Berliner Studenten unterhielten. Eine offiziell nicht genehmigte Ausstellung im Pfarrhaus der Kirche Zum Vaterhaus in Berlin-Baumschulenweg, Pläne zur Gründung einer grenzüberschreitenden Zeitschrift und nicht zuletzt der Besitz verbotener Literatur führten zur Verhaftung wegen „staatsgefährender Hetze und Propaganda in schwerwiegendem Falle“. Ein Freikauf durch die Evangelische Kirche bewirkte die Entlassung Roger Loewigs und seiner Freunde im Sommer 1964.
Roger Loewig fand 1965 Aufnahme im Verband Bildender Künstler Deutschlands (VBKD). Er arbeitete in der Wohnung von Freunden in Belzig und schuf jetzt fast ausschließlich Zeichnungen und Lithographien sowie Gedichte und Einleitungstexte zu Graphikserien. Bild und Wort sind in seinem Werk aufeinander bezogen. Er reflektierte die Shoa, indem er die Leiden der Opfer anklagend ins Bild setzte. Ab Ende der 1960er Jahre ist auch die deutsche Teilung ein wiederkehrendes Thema seiner Arbeit.
Anerkennung fand Roger Loewig innerhalb der DDR vor allem im Kreis der inoffiziellen „Erfurter Ateliergemeinschaft“ um Rudolf Franke und Waldo Dörsch, in deren privaten Räumen er 1966, 1968 und 1973 ausstellte. Im staatlichen Kunstbetrieb der DDR konnte er sich dagegen nicht verankern.
In der Bundesrepublik Deutschland wurde sein Werk durch Vermittlung von Freunden bekannt. Hier galt er als Vertreter des Phantastischen Realismus.
Nach einem 1967 gestellten Ausreiseantrag siedelte er 1972 zusammen mit seiner Lebensgefährtin Creszentia Troike in die Bundesrepublik Deutschland über. Beide bezogen eine Atelierwohnung auf dem Dach eines Hochhauses im West-Berliner Märkischen Viertel mit Blick über die Mauer hinweg. In den folgenden Jahren hatte Roger Loewig zahlreiche Ausstellungen und veröffentlichte sein literarisches Werk. Nach einer Begegnung mit Aldona Gustas 1972 schloss er sich der Künstlergruppe Berliner Malerpoeten an. Den Freunden in der DDR blieb er trotz seines Einreiseverbots eng verbunden.
Ab 1990 kehrte er zeitweise zur Arbeit nach Belzig zurück; in einer letzten Werkfolge zeichnete er die Feldsteinkirchen und verfallenden Mühlen des Fläming.
Im Oktober 1997 wurde Roger Loewig für sein Lebenswerk mit dem Verdienstkreuz 1. Klasse der Bundesrepublik Deutschland ausgezeichnet. Er starb am 4. November 1997. An seinem Wohnhaus am Wilhelmsruher Damm 120 in Berlin befindet sich eine Gedenktafel.

## Werke (Auswahl)

„Leskowiak“, Gouache, 1956
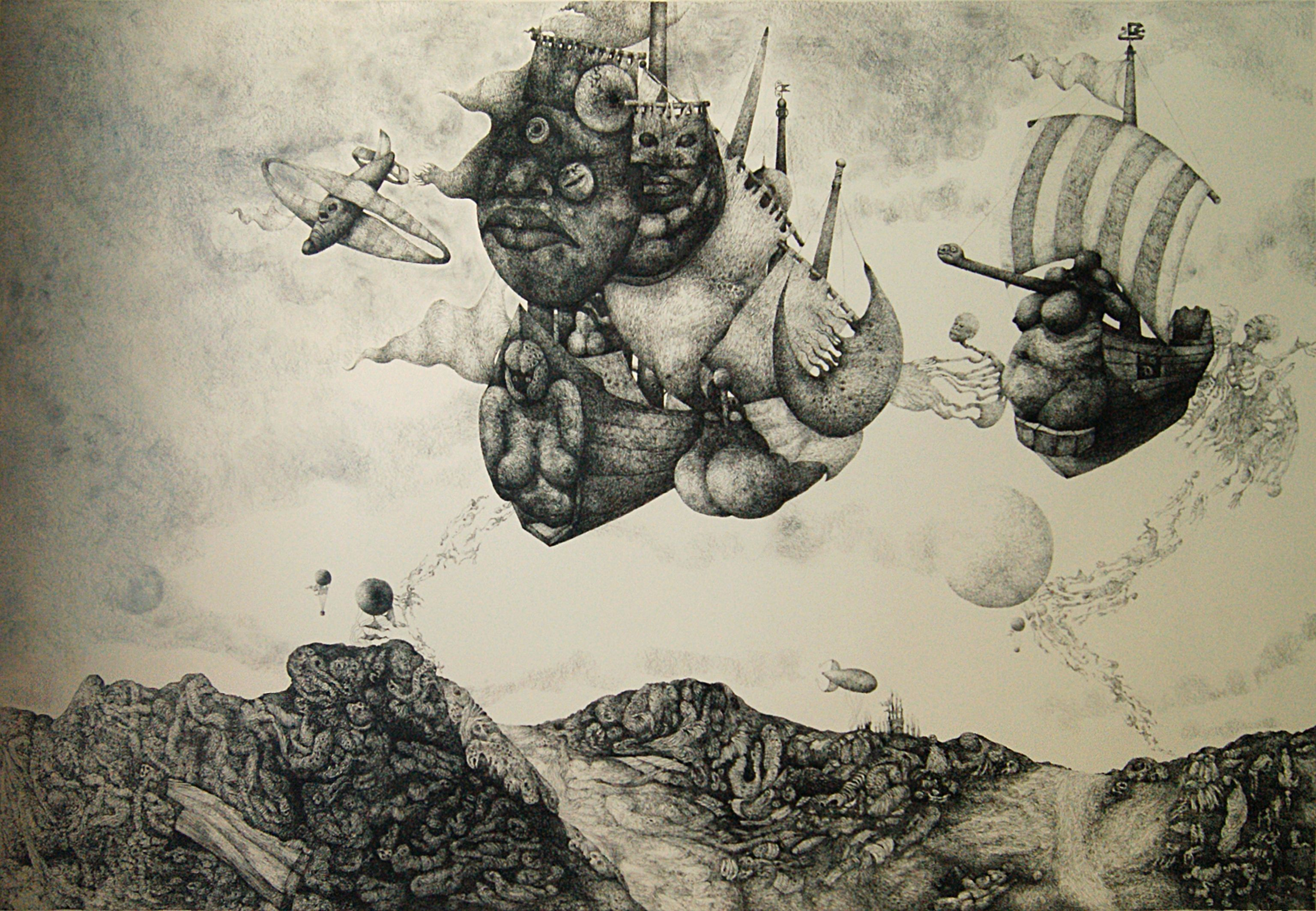
„Ahasvers Flug“, Bleistift, Feder, 1966
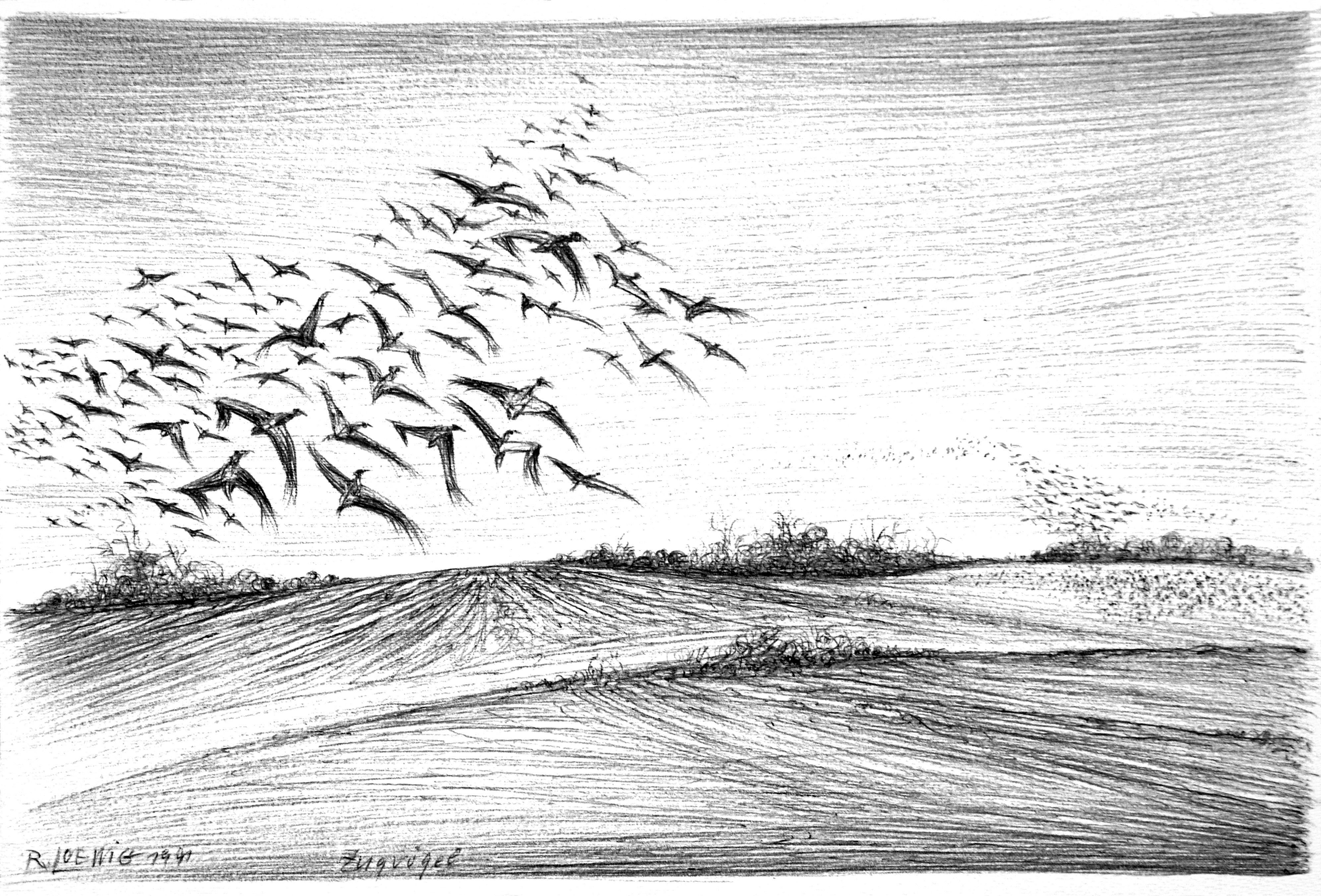
„Zugvögel“, Kugelschreiber, 1991

## Museum
Seit 2008 gibt es ein Museum in Bad Belzig, das von der Stiftung Roger Loewig Haus geleitet und vom Freundeskreis Roger Loewig Museum betreut wird. In diesem Haus hat Roger Loewig viel Zeit verbracht und auch einige Werke hergestellt.

## Publikationen (Auswahl)
- 1972: Roger Loewig: Das lithographische Werk, Bonn, Gesellschaft der Freunde Roger Loewigs
- 1972: Roger Loewig: Und verliebt in mein Land – Gedichte 1970 und 1971, Hannover/Bonn, Gesellschaft der Freunde Roger Loewigs
- 1977: Roger Loewig: Sei ein himmel gnädig meiner späten ernte, Berlin, Selbstverlag
- 1979: Roger Loewig: Ewig rauchende Kältezeit - Gedichte: Berlin, Oberbaum Verlag
- 1980: Roger Loewig: Ein Vogel bin ich ohne Flügel – Gedichte und Zeichnungen, Hamburg, Hoffmann & Campe
- 1981: Roger Loewig: Gesichtedünung – Handzeichnungen 1954-1980, hrsg. von Werner Timm, Berlin/Frankfurt am Main/Wien, Propyläen Verlag
- 1981: Eine Hinterlassenschaft – Geschichten von Käfigen und vom Zugvogeldasein, Berlin/Frankfurt am Main/Wien, Verlag Ullstein
- 1982: Bis ein Stück Himmel die Brust trägt – Gedichte aus drei Jahrzehnten, Berlin/Frankfurt am Main/Wien, Verlag Ullstein
- 1988: Roger Loewig: Etwas unheimliche Zeichnungen oder verändertes Vokabular – Zwanzig doppeltbetitelte Bleistiftzeichnungen zusammen mit unerläßlichen Bemerkungen 1983 und 1984, Hofgeismar, Evangelische Akademie Hofgeismar
- 1993: Roger Loewig: Porträt einer Landschaft in Wort und Bild. Als Beitrag zu einem deutschen Geschichtsbild der Jahre 1988 bis 1993 herausgegeben von Roger Loewig und Creszentia Troike, Berlin, Selbstverlag
- 1997: Roger Loewig: Wie Schiffe im weiten Roggenmeer – alte Flämingkirchen und ihr Land. Zeichnungen, Gedichte, Texte und Bemerkungen 1969-1997, Berlin, Selbstverlag

- 2002: Roger Loewig: Mein Kopf fliegt als Mond über dieses Land: Gedichte, hrsg. von der Roger Loewig Gesellschaft e. V., Berlin
- 2004: Roger Loewig: Unter den Häuten der Stadt: Erzählungen, hrsg. von der Roger Loewig Gesellschaft e. V., Berlin

## Einzelausstellungen (Auswahl)
- 1966: Roger Loewig: Rysunki (Zeichnungen), Warschau, Gesellschaft der Freunde der Bildenden Kunst Warschau[4]
- 1972: Roger Loewig: Dunkelland – Zeichnungen 1965–1972, Hannover, Galerie Brusberg[5]
- 1973: Roger Loewig, Kaiserslautern, Pfalzgalerie[6]
- 1975: Utstilling Roger Loewig, Oslo, Galleri 27[7]
- 1975: Strom zwischen Anfang und Ende – Roger Loewig: Ölbilder, Gouachen, Handzeichnungen, Lithographien, Köln, Baukunst-Galerie[8]
- 1976: Roger Loewig, Berlin (West), Galerie Pels-Leusden[9]
- 1978: Fluchtgedanken – Zeichnungen und Texte von Roger Loewig, Hamburg, Hamburger Kunsthalle[10]
- 1980 Roger Loewig: Bilder, Zeichnungen, Graphik 1956–1980. Eine Ausstellung d. Künstlergilde, Esslingen, Villa Merkel[11]
- 1981: Roger Loewig: Zeichnungen u. Radierungen, Lovis-Corinth-Preis der Künstlergilde Regensburg, Regensburg, Ostdeutsche Galerie[12]
- 1982 Roger Loewig: Frühe Bilder, Späte Zeichnungen, Bücher 1954–81, Berlin-Wittenau, Rathaus-Galerie Berlin-Wittenau[13]
- 1984 Roger Loewig: Verwundbare – Zeichnungen und Texte, Albstadt, Städtische Galerie[14]
- 1984: Roger Loewig: Bilder und Zeichnungen in der St.-Matthäus-Kirche, Berlin (West), Neuer Berliner Kunstverein[15]
- 1986: Roger Loewig: Handzeichnungen und Graphiken, Warschau, Nationalmuseum Warschau[16]
- 1988 Roger Loewig: Zeichnungen und Lithographien, Berlin (West), Berlinische Galerie[17]
- 1991 Roger Loewig: Zeichnungen und Bücher, Erfurt, Angermuseum[18]
- 1992: Roger Loewig: Reminiszenzen. Bilder – Zeichnungen – Bücher, Berlin, Haus Ungarn[19]
- 1992: Roger Loewig: Epitafia, Staatliches Museum Auschwitz-Birkenau[20]
- 2000: Roger Loewig: Auf der Suche nach Menschenland, Berlin, Museum Nicolaihaus[21]
- 2012: Ich komme aus Vergangenheiten – Roger Loewig: Maler, Zeichner, Dichter, Bad Belzig, Marienkirche[22]
- 2020: Roger Loewig: „Noch tönt Gesang unter der zerbrochenen Brücke“, Solingen, Zentrum für verfolgte Künste[23]

## Ausstellungsbeteiligungen (Auswahl)
- 1966: Labyrinthe – Phantastische Kunst vom 16. Jahrhundert bis zur Gegenwart, Berlin (West), Akademie der Künste
- 1967: 2. Internationale der Zeichnung, Darmstadt, Mathildenhöhe
- 1967: Ars phantastica: Deutsche Kunst des magischen Realismus, Phantastischen Realismus und Surrealismus seit 1945, Schloß Stein bei Nürnberg, Albrecht-Dürer-Gesellschaft
- 1968: Phantastische Kunst in Deutschland, Hannover, Kunstverein
- 1969: 20 Jahre Grafik in der DDR. Berlin, Club der Kulturschaffenden Johannes R. Becher
- 1971: Deutsche Zeichnungen und Aquarelle des 19. und 20. Jahrhunderts. Neuerwerbung der Sammlung der Zeichnungen 1945-1970, Berlin (Ost), Kupferstichkabinett und Sammlung der Zeichnungen
- 1975: Farbige Grafik in der DDR. Schwerin, Staatliches Museum
- 1977 Peter Ackermann, Werner Hilsing, Roger Loewig, Peter Sorge: Zeichnungen, Radierungen, Lithographien, Kunsthalle Wilhelmshaven[24]
- 1977: Die gezeichnete Welt. Hamburg, Hamburger Kunsthalle
- 1978: Europäische Meisterzeichnungen und Aquarelle, Berlin (West), Galerie Pels-Leusden
- 1985/1986: Von dort hierher – Ausstellung ehemaliger DDR-Künstler, Landau/Pfalz, Kunstverein Villa Streccius
- 1987: Schrecken und Hoffnung. Künstler sehen Frieden und Krieg, Hamburg, Hamburger Kunsthalle
- 1992: 20 Jahre Berliner Malerpoeten, Berlin, Galerie im Rathaus Tempelhof
- 1997: Deutschlandbilder. Kunst aus einem geteilten Land: Eberhard Roters zu Ehren, hrsg. von Eckhart Gillen, Berlin (West), 47. Berliner Festwochen im Martin-Gropius-Bau
- 1998: Kunst im Gegenwind – Die Erfurter Ateliergemeinschaft 1963-1974, Erfurt, Mühlhäuser Museen und Graphik Art e. V.
- 2003 Roger Loewig, Stanisław Kubicki: Inseln der Menschlichkeit, Stiftung Kreisau, Architekturmuseum Breslau, Nikolaikirche Berlin[25]
- 2004: Ost-westlicher Ikarus: Ein Mythos im geteilten Deutschland, Stendal, Winkelmann-Gesellschaft
- 2017: Schlaglichter. Sammlungsgeschichte(n), Cottbus, Kunstmuseum Dieselkraftwerk
- 2019: Kriege und Krisen im 20. Jahrhundert. Grafische Zyklen und Skulpturen aus der Sammlung BLMK, Cottbus, Brandenburgische Landesmuseum für moderne Kunst
- 2021: Die Erfindung Kreuzbergs – Zeit der Bohème in den 1960er und 1970er Jahren, Berlin, Studio 1 des Kunstquartiers Bethanien[26]
- 2021: Kindheiten. Malerei, Fotografie, Grafik und Bildhauerei aus der Sammlung des BLMK: Fotografie, Malerei und Skulptur von 1900 bis in die Gegenwart, Frankfurt/Oder, Brandenburgisches Landesmuseum für moderne Kunst, FF Rathaushalle[27][28]